# Gianna Sammarco
Gianna Sammarco all'anagrafe Giovanna Toccafondi (Poggibonsi, 25 maggio 1924 – Bivigliano, 30 giugno 2017) è stata un'attrice italiana.

## Biografia
Dopo aver conseguito il diploma in ragioneria si iscrive dal 1944 al 1947 all'Accademia teatrale Luigi Rasi e nel 1948 passa al Centro Universitario Teatrale dove partecipa a una serie di spettacoli al Teatro dell'Affratellamento seguiti da esperienze sulla gestualità. Al Teatro Romano di Fiesole recita nell'Aulularia di Plauto e nell'Eunuco di Terenzio. Nel 1950 inizia la collaborazione con la Compagnia della sede Rai di Firenze. Successivamente, notata da Cesco Baseggio, è scritturata per lo spettacolo La famiglia dell'antiquario di Carlo Goldoni per poi approdare, fino al 1968, alla compagnia Fontani-Cecchi. Nello stesso anno è nella Compagnia del Teatro Oriolo.
Nel 1978, per la regia di Mario Ferrero, partecipa alla miniserie televisiva La Velia dall'omonimo romanzo di Bruno Cicognani.
Dopo la televisione è la volta del cinema con la collaborazione con Francesco Nuti, recitando nei film Ad ovest di Paperino, Madonna che silenzio c'è stasera, Caruso Pascoski (di padre polacco), Donne con le gonne.
Nel 2004 riceve la Maschera d'argento - Premio città di Lanciano per il personaggio di Ernestina in La zona tranquilla di Emilio Caglieri.

## Filmografia

### Cinema
- Ad ovest di Paperino, regia di Alessandro Benvenuti (1981)
- Madonna che silenzio c'è stasera, regia di Maurizio Ponzi (1982)
- Caruso Pascoski (di padre polacco), regia di Francesco Nuti (1988)
- Donne con le gonne, regia di Francesco Nuti (1991)
- Lucignolo, regia di Massimo Ceccherini (1999)

### Televisione
- La Velia, regia di Mario Ferrero - Miniserie TV (1980)